# Actinodura d'Egerton
L'actinodura d'Egerton (Actinodura egertoni) és una espècie d'ocell de la família dels leiotríquids (Leiothrichidae) que habita el sotabosc i matolls asiàtics. al nord-est de l'Índia, el Nepal, Bangladesh, sud-est del Tibet, sud-oest de la Xina i Myanmar.